# Korgoth of Barbaria
Korgoth da Barbaria é um desenho animado criado por Aaron Springer (ilustrador artístico de Bob Esponja e As Terríveis Aventuras de Billy e Mandy) e produzido pelo Cartoon Network Studios. O episódio piloto foi primeiro emitido em 3 de junho de 2006 sob o bloco de programação Adult Swim Cartoon Network nos Estados Unidos. Em 18 de junho do mesmo bloco Adult Swim anunciou que, aproveitando uma cortina foi oficialmente escolhido para ser uma série animada.
A série segue o percurso de um bárbaro chamado Korgoth. Esta série paródia a Conan Barbarian, e todo o gênero de espada e feitiçaria (conhecida como Espada & Feitiço) em geral. A série tem lugar em um mundo pós-apocalíptico onde existem simultaneamente tanto ciência e magia, semelhante ao Thundarr o bárbaro.
O episódio piloto foi ilustrada por Aaron Springer e animação foi dirigida por Genndy Tartakovsky. A música-temamúsica do curta foi composta por Lee Holdridge.